# Saint-Michel (Hérault)
Saint-Michel település Franciaországban, Hérault megyében. Lakosainak száma 60 fő (2022. január 1.). Saint-Michel Vissec, Le Cros, Pégairolles-de-l’Escalette, Saint-Étienne-de-Gourgas, Saint-Maurice-Navacelles, Saint-Pierre-de-la-Fage, Sorbs és La Vacquerie-et-Saint-Martin-de-Castries községekkel határos.

## Népesség
A település népessége az elmúlt években az alábbi módon változott:
| Lakosok száma | 72   | 43   | 35   | 60   | 49   | 45   | 48   | 55   | 57   | 60   |
|               | 1968 | 1982 | 1990 | 2006 | 2013 | 2015 | 2017 | 2019 | 2020 | 2022 |